# Wangji (socken i Kina, Shandong)
Wangji (kinesiska: 王集乡, 王集) är en socken i Kina. Den ligger i provinsen Shandong, i den östra delen av landet, omkring 240 kilometer sydväst om provinshuvudstaden Jinan.
Genomsnittlig årsnederbörd är 778 millimeter. Den regnigaste månaden är juli, med i genomsnitt 192 mm nederbörd, och den torraste är januari, med 6 mm nederbörd.